# Mølleaaen
|  | Denne artikel er oprettet af botten Steenthbot ud fra en ekstern database. Den kan derfor have sproglige fejl eller mangler. Denne skabelon kan fjernes efter kontrol af indholdet. |

Mølleaaen er en dansk naturfilm fra 1941.

## Handling
Filmen tager os med på en tur langs Mølleåen i Nordsjælland. Undervejs ser vi bl.a. ruinen Bastrup Stentårn, tørvegravning mellem Bastrup Sø og Farum Sø, Dronninggård eller Næsseslottet, Hjortholm Mølle, Frederiksdal Slot, Lyngby Mølle, Sorgenfri Slotspark, Fuglevad Mølle og Brede Mølle, Ørholm Mølle og Nymølle, Stampen og Raadvad. Løbende vises et kort, der optegner ruten fra Bastrup Sø, igennem Farum sø, Furesø og Lyngby Sø og ud til havet ved Strandmøllen. Slutningen mangler. Årstallet er et skøn.